# Hapithus mythicos
Hapithus mythicos är en insektsart som beskrevs av Otte, D. och Perez-gelabert 2009. Hapithus mythicos ingår i släktet Hapithus och familjen syrsor. Inga underarter finns listade i Catalogue of Life.